# Brasão de Ribeirão Preto
O Brasão de Ribeirão Preto é um dos símbolos oficiais do município brasileiro supracitado, localizado no interior do estado de São Paulo. Foi elaborado em 15 de agosto de 1991 e publicado oficialmente pela lei nº 6057, de 21 de agosto de 1991, juntamente à bandeira municipal, sob mandato do prefeito Welson Gasparini.